# Dennis Schröder
Dennis Schröder (Braunschweig, 15 settembre 1993) è un cestista tedesco, professionista nella NBA con i Sacramento Kings.

## Biografia

### Famiglia
Nato a Braunschweig nel 1993 da padre tedesco e madre gambiana, dopo la morte del padre (avvenuta nel 2009) aiutava sua madre che faceva la parrucchiera. È di religione musulmana.

### Esperienza calcistica
Il 29 maggio 2024 esordisce nel mondo del calcio con il Germania Bleckenstedt, squadra tedesca militante nella Bezirksoberliga Braunschweig, il sesto livello del campionato nazionale, nella partita persa per 5-1 contro il Göttingen.

### Controversie
Nel settembre 2017 è stato arrestato per rissa.

## Caratteristiche tecniche
Gioca come playmaker, è dotato di grande velocità tanto da essere uno dei giocatori più veloci dell'NBA. È un giocatore istintivo, che mette spesso foga nelle sue giocate. Nonostante preferisca andare in penetrazione, è anche un buon passatore.
È soprannominato il Rondo tedesco in quanto è stato paragonato a Rajon Rondo.

## Carriera

### Europa (2011-2013)
Dopo avere praticato skateboard, a 11 anni ha iniziato a giocare a pallacanestro.
Nella stagione 2011-12, la sua seconda da professionista, disputa 30 partite con la maglia del Braunschweig, con una media di 2,3 punti, 0,7 assist e 0,8 rimbalzi in circa 8 minuti a partita.
Nella stagione seguente disputa 32 partite con la maglia del Braunschweig, portando la sua media a 12,0 punti, 3,2 assist e 2,5 rimbalzi in circa 25 minuti a partita. A fine stagione viene eletto Most Improved Player della Bundesliga e cestista tedesco under-21 dell'anno.

### NBA (2013-2022)

#### Atlanta Hawks (2013-2018)

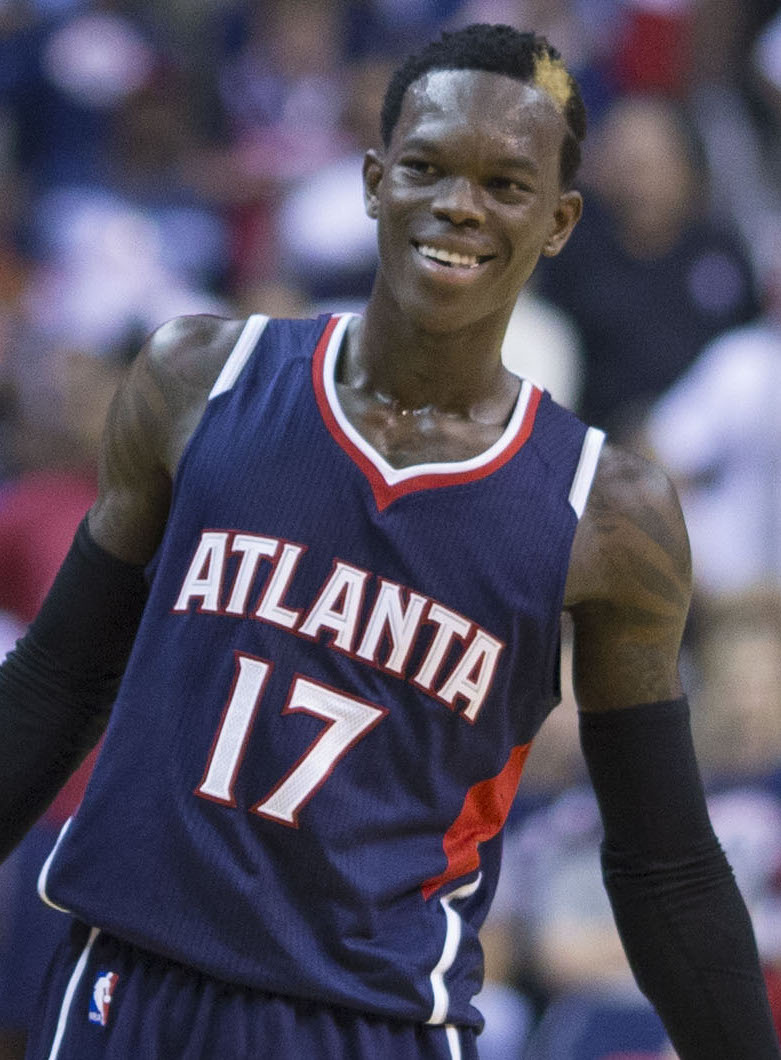
Schröder con gli Atlanta Hawks nel 2015.

Nel 2013 viene convocato dalla selezione mondiale per il Nike Hoop Summit e il 20 aprile dello stesso anno guida la sua squadra alla vittoria per 112-98, segnando 18 punti 6 assist e 2 rimbalzi in 29 minuti. Contestualmente si dichiara eleggibile per il Draft 2013, assumendo come agente l'ex cestista tedesco, nato in Nigeria, Ademola Okulaja. Il 27 giugno 2013 viene selezionato con la 17ª scelta assoluta dagli Atlanta Hawks. Il 4 dicembre 2013 viene assegnato ai Bakersfield Jam, in D-League, venendo richiamato il successivo 16 dicembre.
Dopo una prima stagione dove ha trovato non molto spazio (49 gare in RS e 2 nei playoffs) senza mai partire titolare, nel secondo trova molto più spazio giocando 77 partite (10 da titolare) e tenendo 10 punti di media in uscita dalla panchina dimostrandosi un affidabile sesto uomo dando il suo buon contributo per fare arrivare la franchigia prima a est. Tra le sue prestazioni c'è da segnalare quella del 23 dicembre 2014 in cui ha segnato 22 punti nella vittoria per 105-102 contro i Dallas Mavericks, oltre che quella del Rising Star Challenge in cui ha giocato per il team World mettendo a referto 13 punti, 9 assist (game-high) e 3 palle rubate contribuendo così al successo del team per 121-112; a seguito di questa partita è stato paragonato da ESPN a Tony Parker. Nei playoffs la squadra esce al secondo turno contro i Cleveland Cavaliers in 4 gare.
Nella stagione successiva viene reimpiegato come sesto uomo confermando le buone prestazioni in uscita dalla panchina. Il 21 febbraio 2016 ha realizzato una doppia doppia da 25 punti e 10 rimbalzi nella sconfitta all'overtime per 117-109 contro i Milwaukee Bucks. A fine stagione termina con 11 punti di media confermandosi un ottimo rincalzo. Nei playoffs la squadra viene eliminata nuovamente al secondo turno da Cleveland ancora in 4 partite.

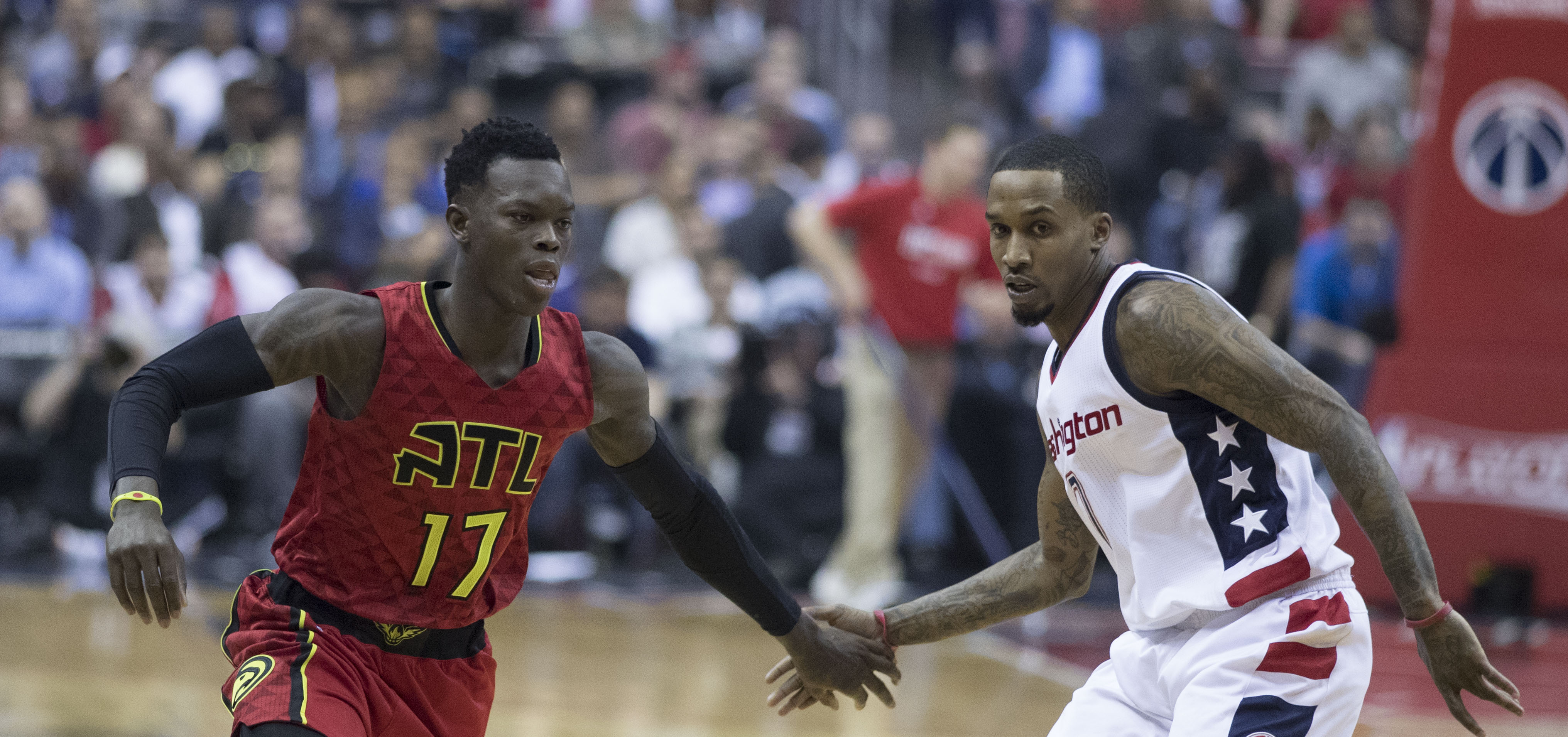
Schröder in azione contro Brandon Jennings nel 2017.

Con la cessione di Jeff Teague nell'estate 2016 Schröder diventa il playmaker titolare dei falchi. Gioca da titolare 78 delle 79 partite disputate in stagione alzando la sua media punti a 17,9 a partita, oltre a 6,3 assist. Nei playoffs ha tenuto di media 24,7 punti e 7,7 assist che però non sono bastati a evitare l'eliminazione della squadra in 6 gare contro gli Washington Wizards.
L'anno successivo, con la squadra in ricostruzione dopo la partenza di Paul Millsap, Schröder si prende più responsabilità offensive, tenendo di media 19,4 punti (25º nella lega) 6,2 assist (13º nella lega) e un 84,9% al tiro libero (27º nella lega), ed è stato anche tra i cestisti NBA ad avere segnato più punti segnati in isolamento (1,1 per possesso). In ben 3 occasioni in stagione ha migliorato il proprio career-high di punti: il 24 dicembre 2017 ha segnato 33 punti nel successo per 112-107 contro i Dallas Mavericks, mentre il 13 gennaio 2018 ha segnati 34 nella sconfitta contro i Brooklyn Nets per 110-105, per poi piazzare il record definitivo di 41 punti il 21 marzo nella vittoria per 99-94 contro gli Utah Jazz. In più ha anche pareggiato il proprio record di assist consegnandone 15 contro i New Orleans Pelicans.

#### Oklahoma City Thunder (2018-2020)
Dopo alcune voci di trade che lo hanno accostato ai New Orleans Pelicans, il 20 luglio 2018 viene ceduto via trade agli Oklahoma City Thunder.

#### Los Angeles Lakers (2020-2021)
Il 18 novembre 2020, Schröder è arrivato ai Los Angeles Lakers in cambio di Danny Green e i diritti sulla prima scelta del draft 2020, Jaden McDaniels.
Il 22 dicembre 2020, Schröder, al suo debutto con i Lakers, ha messo a segno 14 punti, 12 rimbalzi e 8 assist nella partita persa 116–109 con i Los Angeles Clippers.
Alla fine di marzo 2021, ha rifiutato l'offerta di proroga del contratto dei Lakers (4 anni a 84 milioni di dollari) per cercare di ottenere un accordo più vantaggioso come free agent senza restrizioni.
Schröder ha giocato 61 partite durante la stagione regolare, con una media di 15,4 punti e 5,8 assist a partita e tirando il 43,7% al tiro dal campo e il 33,5% da 3 punti.
Le sue prestazioni sono scese nei playoff a 14,3 punti e 2,8 assist tirando il 40,3% dal campo e il 31,9% da tre punti.
I Lakers sono stati eliminati in 6 partite da Phoenix.
A causa dei protocolli sanitari del campionato COVID-19, ha saltato complessivamente 7 partite.
Durante la stagione regolare i Lakers hanno acquisito il playmaker Russell Westbrook, segnalando che si sarebbero inevitabilmente separati da Schröder.

#### Boston Celtics (2021–2022)
Il 13 agosto 2021, Schröder ha firmato con i Boston Celtics un contratto di un anno a 5,9 milioni di dollari.
I Celtics, che avevano scambiato il playmaker titolare Kemba Walker a inizio stagione, erano alla ricerca di profondità nel campo di difesa e Schröder si adattava bene al ruolo, tenuto conto del valore molto scontato rispetto ai suoi colloqui di estensione originali con i Lakers durante la stagione 2020–21.
Schröder ha scelto di indossare il numero 71 con i Celtics poiché il suo solito numero 17 era stato ritirato in onore di John Havlicek.

#### Houston Rockets (2022)
Il 10 febbraio 2022 Schröder è stato ceduto, insieme a Enes Freedom e Bruno Fernando, agli Houston Rockets in cambio di Daniel Theis.

#### Ritorno ai Lakers (2022–2023)
Il 16 settembre 2022, i Los Angeles Lakers hanno firmato con Schröder un contratto di un anno a 2,4 milioni di dollari. Al termina della stagione non rinnova con i  Los Angeles Lakers. 
Toronto Raptors (2023-2024)
Il primo di luglio firma un contratto biennale per complessivi 26 milioni di dollari con i Toronto Raptors. Con i Toronto Raptors gioca 51 partite per 30.6 minuti a partita e 13.7 punti 6.1 asiist e 2.7 rimbalzi. 
Brooklyn Nets (2024-oggi)
Il 8 febbraio 2024 viene coinvolto in uno scambio e ceduto insieme a Thaddeus Young ai Brooklyn Nets. 

### Nazionale

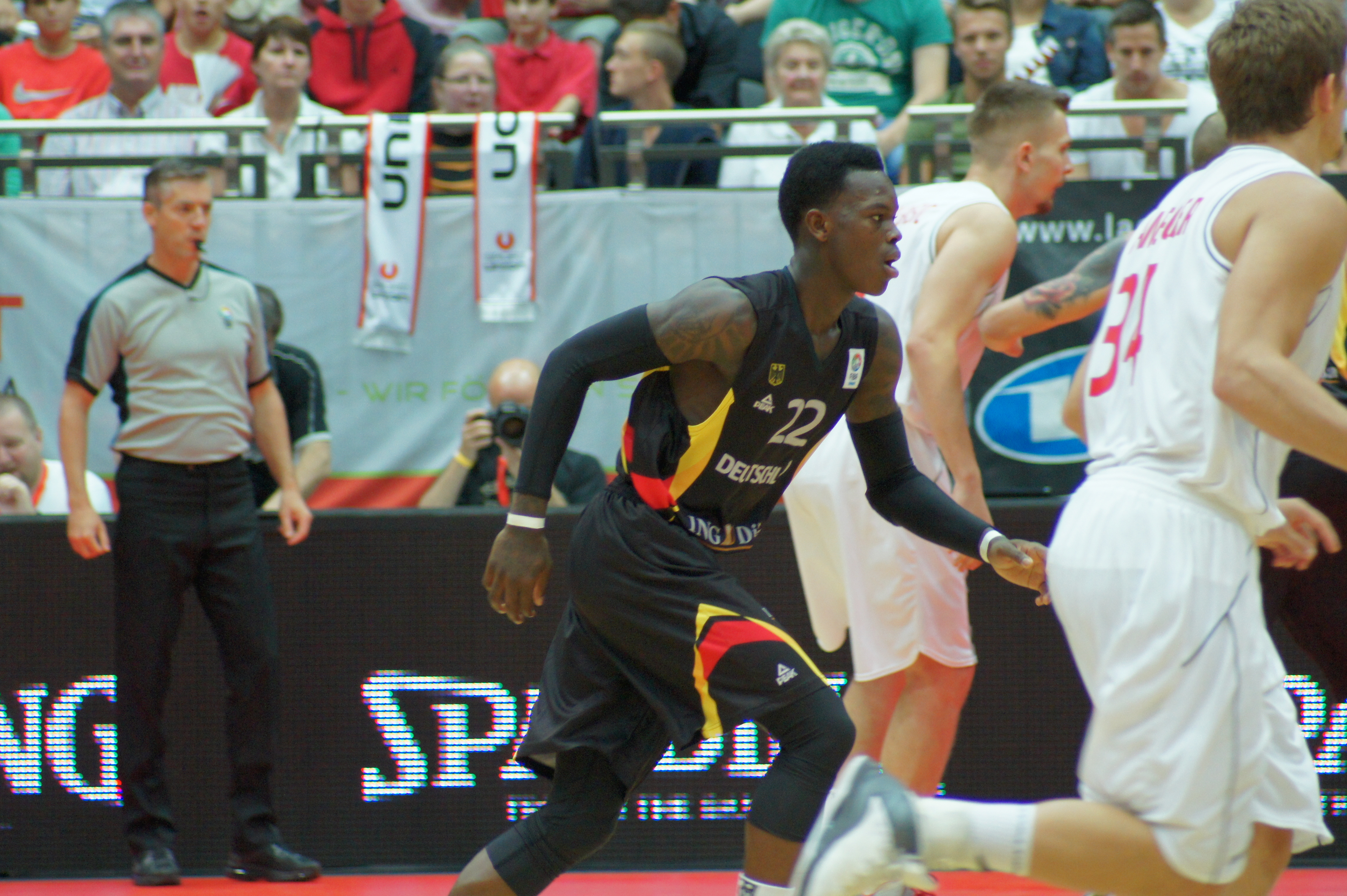
Schröder con la nazionale tedesca nel 2014.

Dopo avere giocato con le selezioni giovanili Under-18 e Under-20 della Germania, il 27 luglio 2014 ha debuttato con la nazionale maggiore in un'amichevole contro la Finlandia nella quale ha segnato 7 punti.
Con la selezione tedesca è stato convocato per gli Europei 2015. Nel torneo si è reso protagonista di ottime prestazioni tenendo 21 punti di media, nonostante l'eliminazione al primo turno della squadra. Ha segnato 24 punti contro la Turchia, 29 contro l'Italia e 26 contro la Spagna.
È stato convocato anche per Eurobasket 2017, dove, a seguito dell'addio alla nazionale di Dirk Nowitzki (avvenuto dopo l'edizione del 2015), è diventato il leader della sua nazionale. Questa volta però la squadra è andata più avanti fermandosi ai quarti contro la Spagna (84-72 il punteggio finale in favore degli iberici), e Schröder ha migliorato la sua media punti arrivando a 23,7 punti a partita segnando 32 punti contro l'Ucraina, 26 contro la Lituania e 27 nella sconfitta ai quarti con la Spagna.
Schröder ha guidato la squadra nazionale tedesca al suo primo titolo di Coppa del Mondo alla Coppa del mondo di basket FIBA 2023. La squadra è rimasta imbattuta, sconfiggendo squadre di alto livello come Australia e Stati Uniti. Dopo la finale tra Germania e Serbia, è stato nominato MVP della Coppa del Mondo FIBA, con una media di 17,9 punti e 6,7 assist a partita.

## Statistiche

### NBA

#### Regular Season
| Anno      | Squadra          | PG  | PT  | MP   | TC%  | 3P%  | TL%  | RP  | AP  | PRP | SP  | PP   |
| --------- | ---------------- | --- | --- | ---- | ---- | ---- | ---- | --- | --- | --- | --- | ---- |
| 2013-2014 | Atlanta Hawks    | 49  | 0   | 13,1 | 38,3 | 23,8 | 67,4 | 1,2 | 1,9 | 0,3 | 0,0 | 3,7  |
| 2014-2015 | Atlanta Hawks    | 77  | 10  | 19,7 | 42,7 | 35,1 | 82,7 | 2,1 | 4,1 | 0,6 | 0,1 | 10,0 |
| 2015-2016 | Atlanta Hawks    | 80  | 6   | 20,3 | 42,1 | 32,2 | 79,1 | 2,6 | 4,4 | 0,9 | 0,1 | 11,0 |
| 2016-2017 | Atlanta Hawks    | 79  | 78  | 31,5 | 45,1 | 34,0 | 85,5 | 3,1 | 6,3 | 0,9 | 0,2 | 17,9 |
| 2017-2018 | Atlanta Hawks    | 67  | 67  | 31,0 | 43,6 | 29,0 | 84,9 | 3,1 | 6,2 | 1,1 | 0,1 | 19,4 |
| 2018-2019 | Oklahoma Thunder | 79  | 14  | 29,3 | 41,4 | 34,1 | 81,9 | 3,6 | 4,1 | 0,8 | 0,2 | 15,5 |
| 2019-2020 | Oklahoma Thunder | 65  | 2   | 30,8 | 46,9 | 38,5 | 83,9 | 3,6 | 4,0 | 0,7 | 0,2 | 18,9 |
| 2020-2021 | L.A. Lakers      | 61  | 61  | 32,1 | 43,7 | 33,5 | 84,8 | 3,5 | 5,8 | 1,1 | 0,2 | 15,4 |
| 2021-2022 | Boston Celtics   | 49  | 25  | 29,2 | 44,0 | 34,9 | 84,8 | 3,3 | 4,2 | 0,8 | 0,1 | 14,4 |
| 2021-2022 | Houston Rockets  | 15  | 4   | 27,0 | 39,3 | 32,8 | 87,2 | 3,3 | 5,9 | 0,8 | 0,2 | 10,9 |
| 2022-2023 | L.A. Lakers      | 66  | 50  | 30,1 | 41,5 | 32,9 | 85,7 | 2,5 | 4,5 | 0,8 | 0,2 | 12,6 |
| 2023-2024 | Toronto Raptors  | 51  | 33  | 30,6 | 44,2 | 35,0 | 85,2 | 2,7 | 6,1 | 0,9 | 0,2 | 13,7 |
| 2023-2024 | Brooklyn Nets    | 29  | 25  | 32,0 | 42,4 | 41,2 | 79,7 | 3,5 | 6,0 | 0,6 | 0,3 | 14,6 |
| 2024-2025 | Brooklyn Nets    | 23  | 23  | 33,6 | 45,2 | 38,7 | 88,9 | 3,0 | 6,6 | 1,1 | 0,2 | 18,4 |
| 2024-2025 | G.S. Warriors    | 24  | 18  | 26,2 | 37,5 | 32,2 | 74,4 | 2,3 | 4,4 | 1,0 | 0,1 | 10,6 |
| 2024-2025 | Detroit Pistons  | 28  | 8   | 25,2 | 37,8 | 30,2 | 83,3 | 2,6 | 5,3 | 0,5 | 0,2 | 10,8 |
| Carriera  | Carriera         | 842 | 424 | 27,3 | 43,2 | 34,2 | 83,6 | 2,9 | 4,9 | 0,8 | 0,1 | 13,9 |

#### Play-off
| Anno     | Squadra          | PG | PT | MP   | TC%  | 3P%  | TL%  | RP  | AP  | PRP | SP  | PP   |
| -------- | ---------------- | -- | -- | ---- | ---- | ---- | ---- | --- | --- | --- | --- | ---- |
| 2014     | Atlanta Hawks    | 2  | 0  | 3,5  | 100  | 100  | -    | 1,0 | 0,0 | 0,0 | 0,0 | 2,5  |
| 2015     | Atlanta Hawks    | 16 | 0  | 18,1 | 38,6 | 23,5 | 85,7 | 1,8 | 3,9 | 0,6 | 0,0 | 9,0  |
| 2016     | Atlanta Hawks    | 10 | 0  | 19,1 | 45,2 | 34,3 | 84,6 | 1,9 | 3,6 | 0,4 | 0,1 | 11,7 |
| 2017     | Atlanta Hawks    | 6  | 6  | 35,2 | 45,5 | 42,5 | 83,8 | 2,3 | 7,7 | 1,0 | 0,0 | 24,7 |
| 2019     | Oklahoma Thunder | 5  | 0  | 30,2 | 45,5 | 30,0 | 72,2 | 3,2 | 3,4 | 0,8 | 0,0 | 13,8 |
| 2020     | Oklahoma Thunder | 7  | 0  | 32,4 | 40,4 | 28,9 | 80,0 | 3,7 | 3,6 | 0,6 | 0,1 | 17,3 |
| 2021     | L.A. Lakers      | 6  | 6  | 32,7 | 40,0 | 30,8 | 84,6 | 3,0 | 2,8 | 1,0 | 0,2 | 14,3 |
| 2023     | L.A. Lakers      | 16 | 3  | 26,1 | 39,8 | 33,3 | 82,1 | 1,9 | 2,9 | 1,0 | 0,2 | 7,4  |
| 2025     | Detroit Pistons  | 6  | 0  | 27,3 | 49,1 | 47,6 | 81,3 | 2,3 | 3,7 | 1,2 | 0,2 | 12,5 |
| Carriera | Carriera         | 74 | 15 | 25,1 | 42,5 | 33,7 | 82,2 | 2,3 | 3,7 | 0,8 | 0,1 | 11,9 |

#### Massimi in carriera
- Massimo di punti: 41 vs Utah Jazz (21 marzo 2018)[46]
- Massimo di rimbalzi: 12 (2 volte)
- Massimo di assist: 15 (2 volte)
- Massimo di palle rubate: 5 (2 volte)
- Massimo di stoppate: 2 (8 volte)
- Massimo di minuti giocati: 55 vs New York Knicks (30 gennaio 2017)

### G League
| Anno      | Squadra         | PG | PT | MP   | TC%  | 3P%  | TL%  | RP  | AP  | PRP | SP  | PP   |
| --------- | --------------- | -- | -- | ---- | ---- | ---- | ---- | --- | --- | --- | --- | ---- |
| 2013-2014 | Bakersfield Jam | 6  | 6  | 34,0 | 47,9 | 29,4 | 71,1 | 4,2 | 6,7 | 0,8 | 0,2 | 17,0 |
| Carriera  | Carriera        | 6  | 6  | 34,0 | 47,9 | 29,4 | 71,1 | 4,2 | 6,7 | 0,8 | 0,2 | 17,0 |

### Cronologia presenze e punti in Nazionale
| Cronologia completa delle presenze e dei punti in Nazionale - Germania | Cronologia completa delle presenze e dei punti in Nazionale - Germania | Cronologia completa delle presenze e dei punti in Nazionale - Germania | Cronologia completa delle presenze e dei punti in Nazionale - Germania | Cronologia completa delle presenze e dei punti in Nazionale - Germania | Cronologia completa delle presenze e dei punti in Nazionale - Germania | Cronologia completa delle presenze e dei punti in Nazionale - Germania | Cronologia completa delle presenze e dei punti in Nazionale - Germania |
| Data                                                                   | Città                                                                  | In casa                                                                | Risultato                                                              | Ospiti                                                                 | Competizione                                                           | Punti                                                                  | Note                                                                   |
| ---------------------------------------------------------------------- | ---------------------------------------------------------------------- | ---------------------------------------------------------------------- | ---------------------------------------------------------------------- | ---------------------------------------------------------------------- | ---------------------------------------------------------------------- | ---------------------------------------------------------------------- | ---------------------------------------------------------------------- |
| 27-7-2014                                                              | Lipsia                                                                 | Germania                                                               | 74 - 67                                                                | Finlandia                                                              | Amichevole                                                             | 7                                                                      |                                                                        |
| 1-8-2014                                                               | Bamberga                                                               | Germania                                                               | 75 - 74                                                                | Lettonia                                                               | Amichevole                                                             | 12                                                                     |                                                                        |
| 2-8-2014                                                               | Bamberga                                                               | Germania                                                               | 84 - 91                                                                | Israele                                                                | Amichevole                                                             | 11                                                                     |                                                                        |
| 3-8-2014                                                               | Bamberga                                                               | Germania                                                               | 84 - 75                                                                | Russia                                                                 | Amichevole                                                             | 4                                                                      |                                                                        |
| 10-8-2014                                                              | Toruń                                                                  | Polonia                                                                | 68 - 67                                                                | Germania                                                               | Qual. Euro 2015                                                        | 16                                                                     |                                                                        |
| 13-8-2014                                                              | Schwechat                                                              | Austria                                                                | 64 - 77                                                                | Germania                                                               | Qual. Euro 2015                                                        | 13                                                                     |                                                                        |
| 17-8-2014                                                              | Treviri                                                                | Germania                                                               | 109 - 49                                                               | Lussemburgo                                                            | Qual. Euro 2015                                                        | 9                                                                      |                                                                        |
| 20-8-2014                                                              | Bonn                                                                   | Germania                                                               | 76 - 88                                                                | Polonia                                                                | Qual. Euro 2015                                                        | 20                                                                     |                                                                        |
| 24-8-2014                                                              | Hagen                                                                  | Germania                                                               | 88 - 69                                                                | Austria                                                                | Qual. Euro 2015                                                        | 24                                                                     |                                                                        |
| 27-8-2014                                                              | Lussemburgo (città)                                                    | Lussemburgo                                                            | 66 - 118                                                               | Germania                                                               | Qual. Euro 2015                                                        | 10                                                                     |                                                                        |
| 7-8-2015                                                               | Wetzlar                                                                | Germania                                                               | 68 - 61                                                                | Rep. Ceca                                                              | Amichevole                                                             | 17                                                                     |                                                                        |
| 14-8-2015                                                              | Zagabria                                                               | Croazia                                                                | 74 - 72                                                                | Germania                                                               | Amichevole                                                             | 13                                                                     |                                                                        |
| 16-8-2015                                                              | Brema                                                                  | Germania                                                               | 63 - 80                                                                | Croazia                                                                | Amichevole                                                             | 19                                                                     |                                                                        |
| 21-8-2015                                                              | Amburgo                                                                | Germania                                                               | 85 - 80                                                                | Lettonia                                                               | Amichevole                                                             | 22                                                                     |                                                                        |
| 28-8-2015                                                              | Strasburgo                                                             | Francia                                                                | 76 - 52                                                                | Germania                                                               | Amichevole                                                             | 13                                                                     |                                                                        |
| 30-8-2015                                                              | Colonia (Germania)                                                     | Germania                                                               | 63 - 68                                                                | Francia                                                                | Amichevole                                                             | 16                                                                     |                                                                        |
| 5-9-2015                                                               | Berlino                                                                | Germania                                                               | 71 - 65                                                                | Islanda                                                                | EuroBasket 2015 - 1º turno                                             | 15                                                                     |                                                                        |
| 6-9-2015                                                               | Berlino                                                                | Germania                                                               | 66 - 68                                                                | Serbia                                                                 | EuroBasket 2015 - 1º turno                                             | 11                                                                     |                                                                        |
| 8-9-2015                                                               | Berlino                                                                | Germania                                                               | 75 - 80                                                                | Turchia                                                                | EuroBasket 2015 - 1º turno                                             | 24                                                                     |                                                                        |
| 9-9-2015                                                               | Berlino                                                                | Germania                                                               | 89 - 92 dts                                                            | Italia                                                                 | EuroBasket 2015 - 1º turno                                             | 29                                                                     |                                                                        |
| 10-9-2015                                                              | Berlino                                                                | Germania                                                               | 76 - 77                                                                | Spagna                                                                 | EuroBasket 2015 - 1º turno                                             | 26                                                                     |                                                                        |
| 18-8-2017                                                              | Amburgo                                                                | Germania                                                               | 79 - 76                                                                | Russia                                                                 | Amichevole                                                             | 28                                                                     |                                                                        |
| 19-8-2017                                                              | Amburgo                                                                | Germania                                                               | 75 - 80                                                                | Polonia                                                                | Amichevole                                                             | 26                                                                     |                                                                        |
| 20-8-2017                                                              | Amburgo                                                                | Germania                                                               | 56 - 87                                                                | Serbia                                                                 | Amichevole                                                             | 16                                                                     |                                                                        |
| 27-8-2017                                                              | Berlino                                                                | Germania                                                               | 79 - 85                                                                | Francia                                                                | Amichevole                                                             | 23                                                                     |                                                                        |
| 31-8-2017                                                              | Tel-Aviv                                                               | Germania                                                               | 75 - 63                                                                | Ucraina                                                                | EuroBasket 2017 - 1º turno                                             | 32                                                                     |                                                                        |
| 2-9-2017                                                               | Tel-Aviv                                                               | Georgia                                                                | 57 - 67                                                                | Germania                                                               | EuroBasket 2017 - 1º turno                                             | 23                                                                     |                                                                        |
| 3-9-2017                                                               | Tel-Aviv                                                               | Israele                                                                | 82 - 80                                                                | Germania                                                               | EuroBasket 2017 - 1º turno                                             | 20                                                                     |                                                                        |
| 5-9-2017                                                               | Tel Aviv                                                               | Italia                                                                 | 55 - 61                                                                | Germania                                                               | EuroBasket 2017 - 1º turno                                             | 17                                                                     |                                                                        |
| 6-9-2017                                                               | Tel-Aviv                                                               | Germania                                                               | 72 - 89                                                                | Lituania                                                               | EuroBasket 2017 - 1º turno                                             | 26                                                                     |                                                                        |
| 9-9-2017                                                               | Istanbul                                                               | Germania                                                               | 84 - 81                                                                | Francia                                                                | EuroBasket 2017 - Ottavi di finale                                     | 21                                                                     |                                                                        |
| 12-9-2017                                                              | Istanbul                                                               | Germania                                                               | 72 - 84                                                                | Spagna                                                                 | EuroBasket 2017 - Quarti di finale                                     | 27                                                                     |                                                                        |
| 29-6-2018                                                              | Braunschweig                                                           | Germania                                                               | 85 - 63                                                                | Austria                                                                | Qual. Mondiali 2019                                                    | 25                                                                     |                                                                        |
| 2-7-2018                                                               | Novi Sad                                                               | Serbia                                                                 | 81 - 88                                                                | Germania                                                               | Qual. Mondiali 2019                                                    | 21                                                                     |                                                                        |
| 7-9-2018                                                               | Amburgo                                                                | Germania                                                               | 79 - 100                                                               | Turchia                                                                | Amichevole                                                             | 32                                                                     |                                                                        |
| 8-9-2018                                                               | Amburgo                                                                | Germania                                                               | 62 - 71                                                                | Italia                                                                 | Amichevole                                                             | 21                                                                     |                                                                        |
| 13-9-2018                                                              | Tallinn                                                                | Estonia                                                                | 81 - 88                                                                | Germania                                                               | Qual. Mondiali 2019                                                    | 18                                                                     |                                                                        |
| 16-9-2018                                                              | Lipsia                                                                 | Germania                                                               | 112 - 98                                                               | Israele                                                                | Qual. Mondiali 2019                                                    | 30                                                                     |                                                                        |
| 16-8-2019                                                              | Amburgo                                                                | Germania                                                               | 83 - 62                                                                | Ungheria                                                               | Amichevole                                                             | 19                                                                     |                                                                        |
| 17-8-2019                                                              | Amburgo                                                                | Germania                                                               | 87 - 68                                                                | Rep. Ceca                                                              | Amichevole                                                             | 21                                                                     |                                                                        |
| 18-8-2019                                                              | Amburgo                                                                | Germania                                                               | 92 - 84                                                                | Polonia                                                                | Amichevole                                                             | 33                                                                     |                                                                        |
| 23-8-2019                                                              | Tokyo                                                                  | Germania                                                               | 89 - 70                                                                | Tunisia                                                                | Amichevole                                                             | 14                                                                     |                                                                        |
| 24-8-2019                                                              | Tokyo                                                                  | Giappone                                                               | 86 - 83                                                                | Germania                                                               | Amichevole                                                             | 16                                                                     |                                                                        |
| 28-8-2019                                                              | Jiangmen                                                               | Australia                                                              | 64 - 74                                                                | Germania                                                               | Amichevole                                                             | 15                                                                     |                                                                        |
| 1-9-2019                                                               | Shenzhen                                                               | Francia                                                                | 78 - 74                                                                | Germania                                                               | Mondiali 2019 - 1º turno                                               | 23                                                                     |                                                                        |
| 3-9-2019                                                               | Shenzhen                                                               | Germania                                                               | 68 - 70                                                                | Rep. Dominicana                                                        | Mondiali 2019 - 1º turno                                               | 20                                                                     |                                                                        |
| 5-9-2019                                                               | Shenzen                                                                | Germania                                                               | 96 - 62                                                                | Giordania                                                              | Mondiali 2019 - 1º turno                                               | 10                                                                     |                                                                        |
| 7-9-2019                                                               | Shangai                                                                | Germania                                                               | 89 - 78                                                                | Senegal                                                                | Mondiali 2019 - 2º turno                                               | 24                                                                     |                                                                        |
| 9-9-2019                                                               | Shangai                                                                | Canada                                                                 | 76 - 82                                                                | Germania                                                               | Mondiali 2019 - 2º turno                                               | 21                                                                     |                                                                        |
| 30-6-2022                                                              | Tallinn                                                                | Estonia                                                                | 57 - 88                                                                | Germania                                                               | Qual. Mondiali 2023                                                    | 14                                                                     |                                                                        |
| 3-7-2022                                                               | Brema                                                                  | Germania                                                               | 93 - 83                                                                | Polonia                                                                | Qual. Mondiali 2023                                                    | 38                                                                     |                                                                        |
| 10-8-2022                                                              | Hasselt                                                                | Belgio                                                                 | 83 - 87                                                                | Germania                                                               | Amichevole                                                             | 21                                                                     |                                                                        |
| 12-8-2022                                                              | Almere                                                                 | Paesi Bassi                                                            | 66 - 68                                                                | Germania                                                               | Amichevole                                                             | 14                                                                     |                                                                        |
| 19-8-2022                                                              | Tokyo                                                                  | Germania                                                               | 111 - 90                                                               | Rep. Ceca                                                              | Amichevole                                                             | 16                                                                     |                                                                        |
| 25-8-2022                                                              | Stoccolma                                                              | Svezia                                                                 | 50 - 67                                                                | Germania                                                               | Qual. Mondiali 2023                                                    | 12                                                                     |                                                                        |
| 28-8-2022                                                              | Monaco di Baviera                                                      | Germania                                                               | 90 - 71                                                                | Slovenia                                                               | Qual. Mondiali 2023                                                    | 17                                                                     |                                                                        |
| 1-9-2022                                                               | Colonia (Germania)                                                     | Germania                                                               | 76 - 63                                                                | Francia                                                                | EuroBasket 2022 - 1º turno                                             | 11                                                                     |                                                                        |
| 3-9-2022                                                               | Colonia (Germania)                                                     | Germania                                                               | 92 - 82                                                                | Bosnia ed Erzegovina                                                   | EuroBasket 2022 - 1º turno                                             | 18                                                                     |                                                                        |
| 4-9-2022                                                               | Colonia (Germania)                                                     | Germania                                                               | 109 - 107                                                              | Lituania                                                               | EuroBasket 2022 - 1º turno                                             | 25                                                                     |                                                                        |
| 6-9-2022                                                               | Colonia (Germania)                                                     | Germania                                                               | 80 - 88                                                                | Slovenia                                                               | EuroBasket 2022 - 1º turno                                             | 19                                                                     |                                                                        |
| 6-9-2022                                                               | Colonia (Germania)                                                     | Germania                                                               | 106 - 71                                                               | Ungheria                                                               | EuroBasket 2022 - 1º turno                                             | 0                                                                      |                                                                        |
| 10-9-2022                                                              | Berlino                                                                | Germania                                                               | 85 - 79                                                                | Montenegro                                                             | EuroBasket 2022 - Ottavi di finale                                     | 22                                                                     |                                                                        |
| 13-9-2022                                                              | Berlino                                                                | Germania                                                               | 107 - 96                                                               | Grecia                                                                 | EuroBasket 2022 - Quarti di finale                                     | 26                                                                     |                                                                        |
| 16-9-2022                                                              | Berlino                                                                | Germania                                                               | 91 - 96                                                                | Spagna                                                                 | EuroBasket 2022 - Semifinale                                           | 30                                                                     |                                                                        |
| 18-9-2022                                                              | Berlino                                                                | Germania                                                               | 82 - 69                                                                | Polonia                                                                | EuroBasket 2022 - Finale 3º posto                                      | 26                                                                     |                                                                        |
| Totale                                                                 |                                                                        | Presenze                                                               | 65                                                                     |                                                                        | Punti                                                                  | 1.262                                                                  |                                                                        |

## Palmarès

### Nazionale
- Mondiali:

 Giappone Filippine Indonesia 2023
- Europei:

 Germania 2022

### Individuale
- MVP dei mondiali: 1

2023
- FIBA World Cup All-Tournament Teams: 1

2023
- FIBA Men's Olympics All-Star Five Parigi 2024